# Beschuit met muisjes

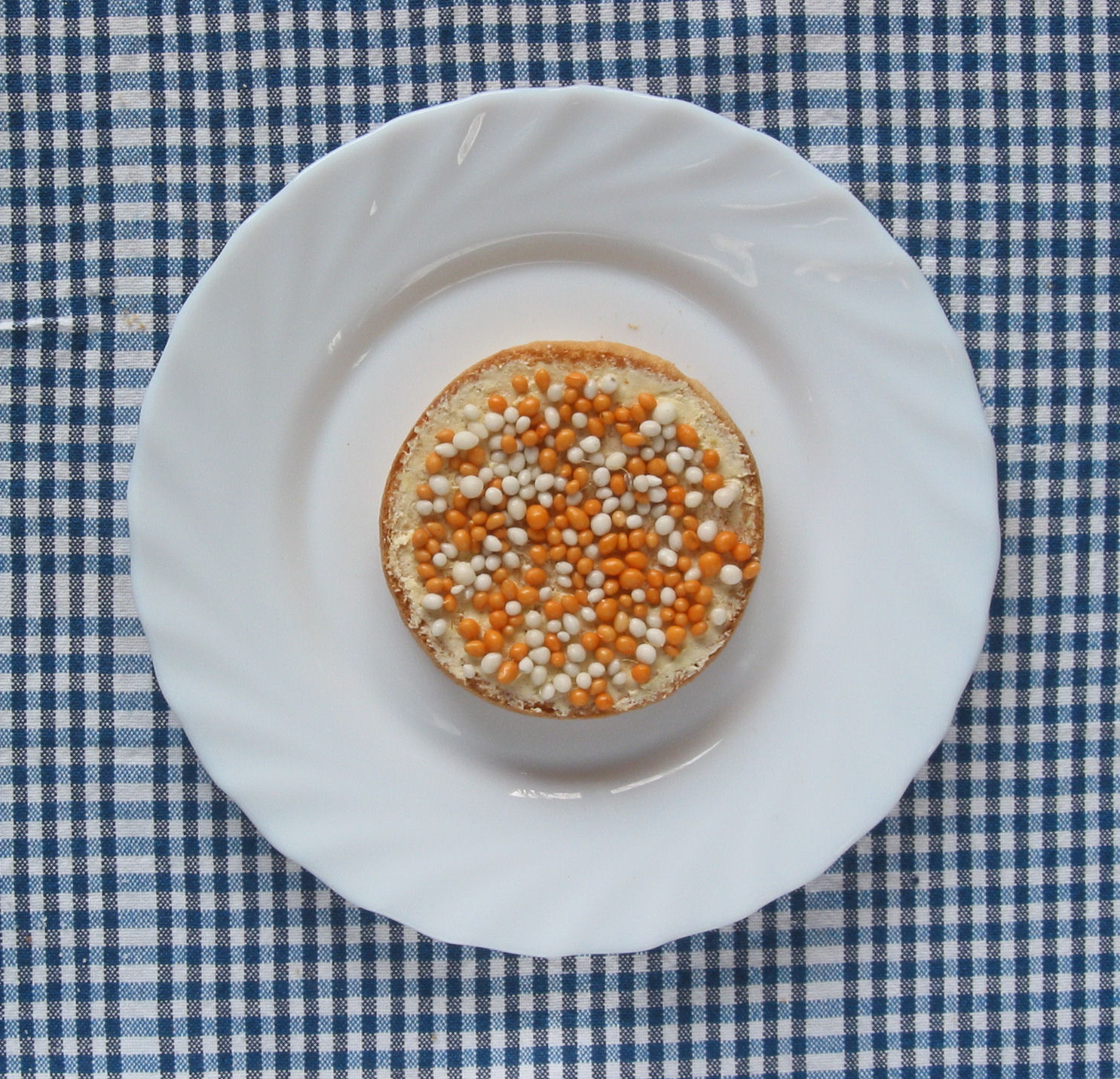
Beschuit met muisjes (naranjas).

El beschuit met muisjes (/bə'sxœyt mЄt 'mœyςəs/, literalmente ‘biscote con ratoncitos’) es un alimento muy tradicional de la gastronomía de los Países Bajos que suele servirse para celebrar el nacimiento de un bebé en ese país. Cuando nace una niña los muisjes son de color rosa, para niño son azul.
Suelen ser biscotes redondas que se preparan con mantequilla (o margarina) y espolvoreándose con muisjes, que son semillas de anís azucaradas.
- Datos: Q8247152